# 新文华中心

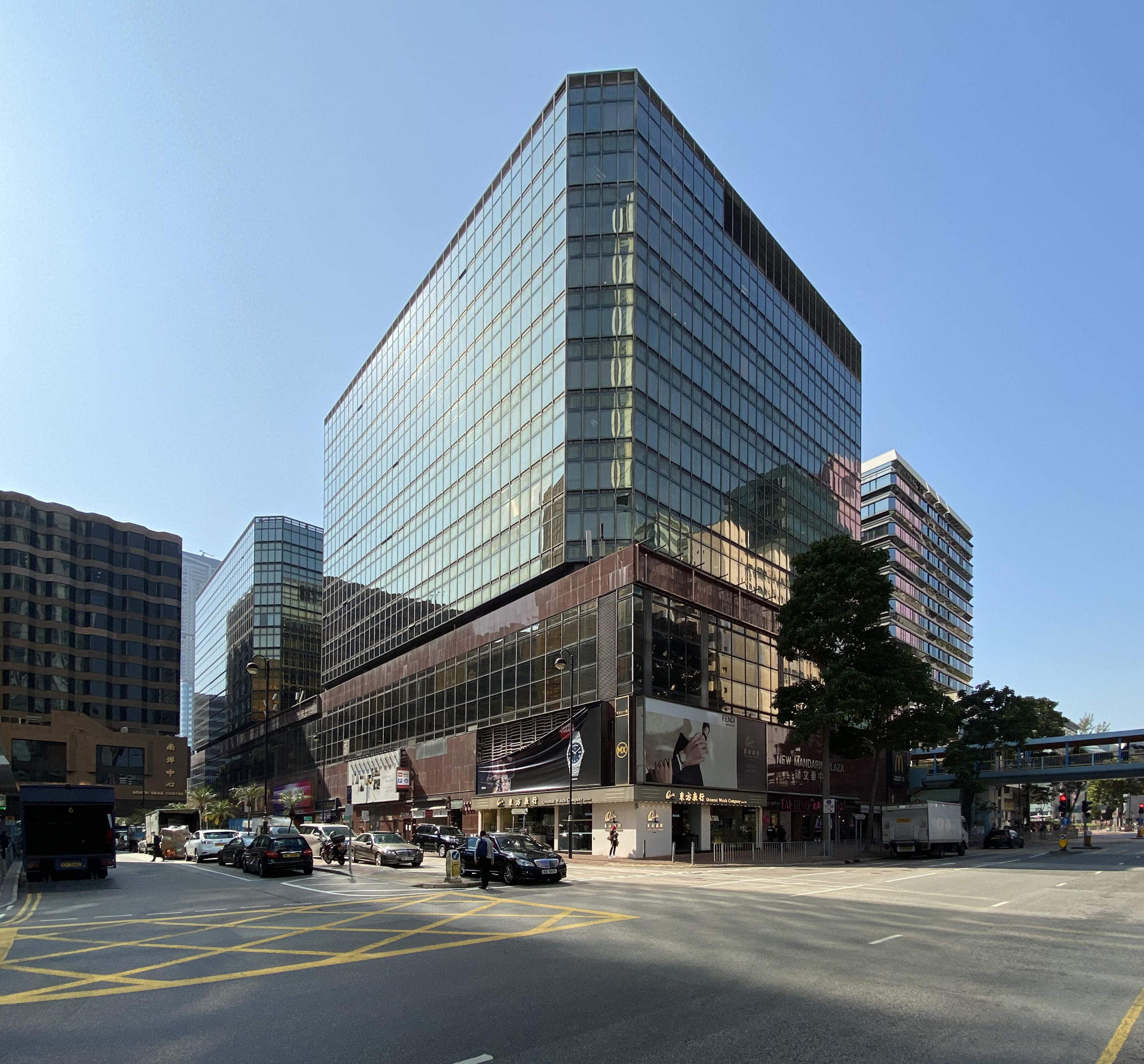
新文华中心外貌

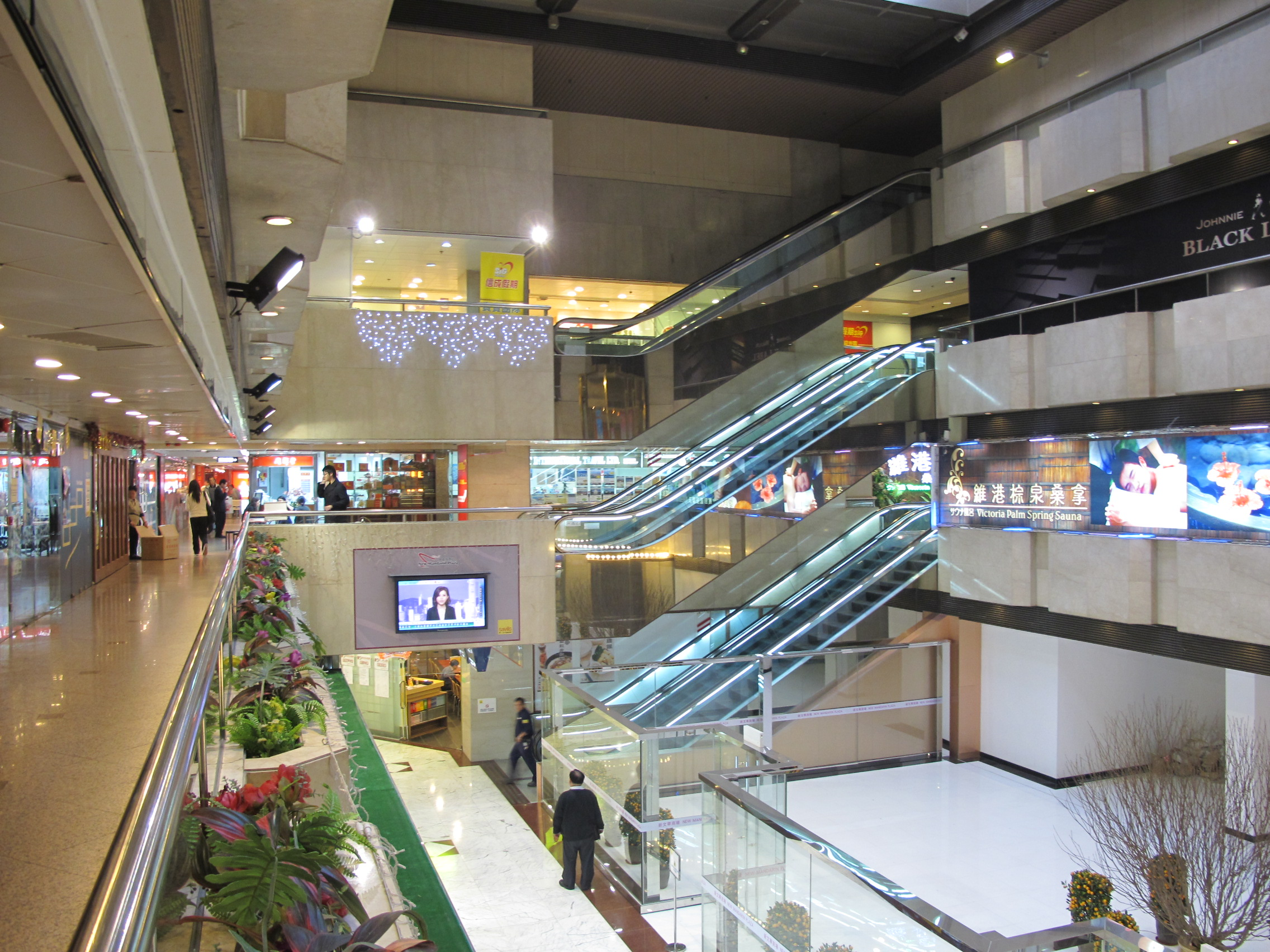
新文华中心商場中庭

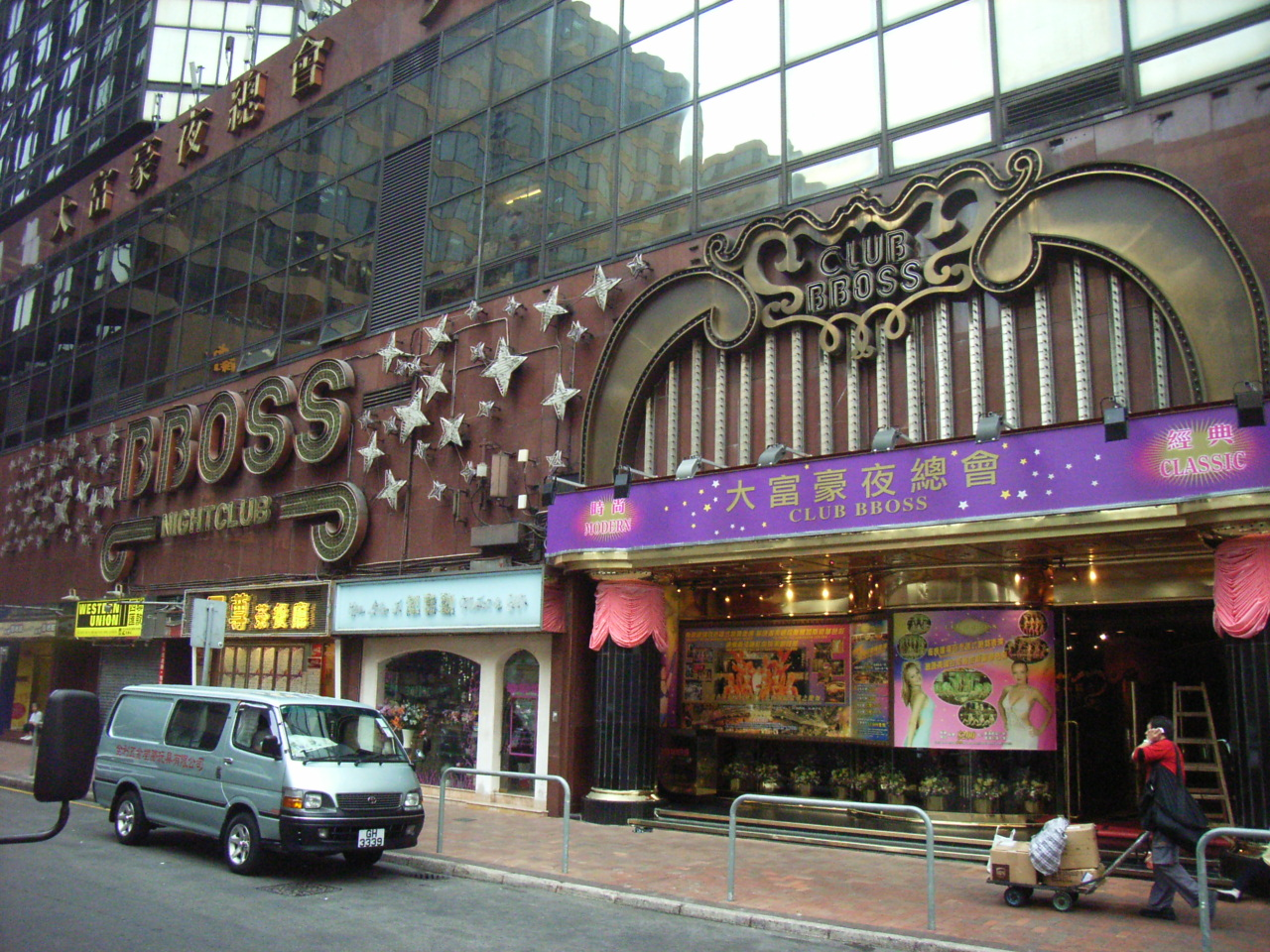
建筑的基座曾設大富豪夜總會，佔地約20,000方呎，於1984年12月12日開業，唯終不敵市場變遷，於2012年7月20日結業

新文華中心（英語：New Mandarin Plaza）位于香港九龍尖沙咀東科學館道14號的一座商場兼寫字樓，於1982年落成，由九龍建業發展，業權已分散。大廈總樓面面積有210,000平方呎，設有兩幢樓高11層的寫字樓，地庫設停車場。現時由第一太平戴維斯作物業管理。

## 商場
基座商場樓高3層，24小時開放。租戶以酒家、茶餐廳、找換店及便利店為主。大廈北面門外為酒吧街，地鋪向街則以街頭小食店為主。

## 鄰近
新文華中心周邊有南洋中心，華懋廣場，港晶中心以及東海商業中心等，而正門入口则朝向市政局百週年紀念花園。

## 外部網頁
- 新文華中心 官方網頁 （页面存档备份，存于）